# Murphy J. Foster
Murphy James Foster, né le 12 janvier 1849 à Franklin (États-Unis) et mort le 12 juin 1921 dans la même ville, est un avocat et homme politique américain, 31ème gouverneur de Louisiane entre 1892 et 1900. 
Partisan du suprémacisme blanc et de la ségrégation raciale aux États-Unis, Foster apporte son soutien à la Constitution louisianaise de 1898 qui prive de droits civiques la majorité noire de l'État, alors acquise au Parti républicain. 
Murphy J. Foster est le grand-père de Mike Foster, un autre gouverneur de Louisiane. 